# Завада (Бендзинський повіт)
Завада (пол. Zawada) — село в Польщі, у гміні Меженциці Бендзинського повіту Сілезького воєводства.
Населення — 164 особи (2011).
У 1975-1998 роках село належало до Катовицького воєводства.

## Демографія
Демографічна структура станом на 31 березня 2011 року:
|          | Загалом | Допрацездатний вік | Працездатний вік | Постпрацездатний вік |
| -------- | ------- | ------------------ | ---------------- | -------------------- |
| Чоловіки | 75      | 12                 | 53               | 10                   |
| Жінки    | 89      | 17                 | 50               | 22                   |
| Разом    | 164     | 29                 | 103              | 32                   |